# Matthäus Gottfried Purmann
Matthäus Gottfried Purmann, ursprünglich wohl Purrmann (* 28. März 1648 in Lüben, Schlesien; † 27. Mai 1711 in Breslau; auch Matthaeus oder Matthias), war ein deutscher Chirurg, der neben seiner bedeutenden Tätigkeit als Autor auch bei der Entwicklung neuer chirurgischer Verfahren große Erfolge erzielte.

## Leben
Purmann wurde zum Ende des Dreißigjährigen Krieges im schlesischen Lüben geboren. Sein Vater Michael Purrmann († 7. Februar 1667) hatte in Wittenberg studiert und war zur Zeit der Geburt des Sohnes Stadtschreiber, später wurde er fürstlicher Hofrichter und Bürgermeister. Matthäus Gottfried genoss offenbar eine gute schulische Bildung, denn er war imstande, lateinische Bücher zu lesen. Dennoch ging er nicht an eine Universität, sondern begann 1664 eine Lehre als Wundchirurg bei Paul Rumpelt in Groß-Glogau.
Als Feldscher hatte er es mit unzähligen Schusswunden zu tun, was sich in zwei Publikationen widerspiegelt. In der ersten brachte er es auf 25 Beispiele. Sechs Jahre später wurden diese auf fünfzig erweitert und mit neueren Erfahrungen bereichert:

„Funfftzig Sonder- und wunderbahre Schuß-Wunden Curen, In Pommern Vor denen Belägerungen, Wolgast, Ancklam, Demmin, Stettin, Greiffswalde, Strahlsund, und Einnehmung der Insul Rügen geschehen: Und Wie solche nach den richtigsten und beständigsten Cur-Vortheilen tractiret, und glücklich curiret worden / Vor diesem Anno 1687. nur die Helffte beschrieben, itzo aber nach vielen Nöthigungen vollends heraus gegeben. Neben noch 2. wunderbahren und merckwürdigen Exempeln und deren Curen zu Halberstadt und Breßlau geschehen. Von Matthæo Gottfr. Purmannen, Chirurgo und Stadt-Artzten in Breßlau.“

Nach Abschluss dieser Lehre ging er 1667 nach Frankfurt an der Oder und arbeitete für einige Zeit als Geselle bei dem Kaufmann, Alchemisten und Wundarzt Balthasar Kaufmann, mit dem er 1670 nach Küstrin zog, wo Kaufmann Garnisonschirurg wurde. 1670 trat Purmann als Feldscher in den brandenburgischen Militärdienst, wurde 1675 zum Regimentsfeldscherer befördert und nahm an mehreren Feldzügen des „Holländischen Kriegs“ teil, durch die er in den Elsass, nach Westfalen und 1678 nach Pommern kam. Nach dem Friedensschluss wurde er aus dem Militärdienst entlassen und zog nach Halberstadt, wo er am 8. Januar 1679 Dorothea Meier heiratete und  wo er als Chirurg praktizierte. Schon ein Jahr darauf fasste er seine langjährigen Erfahrungen als Feldchirurg zusammen: Der rechte und wahrhafftige Feldscher, oder die wahrhaffte Feldscherkunst. Gelegenheit zur Bewährung und Materialien für zwei weitere Publikationen lieferte eine noch im selben Jahr ausbrechende Pestepidemie, die mit 2000 Opfern das kleine Halberstadt schwer heimsuchte. Für die Dauer dieser Epidemie ernannte ihn die kurbrandenburgische Regierung zum Ober-Pest-Chirurgus.

Titelblatt von Der rechte und wahrhafftige Feldscher

Wohl auch, weil er selbst beinahe der Pest zum Opfer gefallen war, richtete sich sein Blick nach draußen. Im Frühjahr 1685 erwarb er die Offizin des verstorbenen Breslauer Wundarztes Raphael Nürnberger. Wie in Halberstadt genoss er auch in Breslau bald  großes Ansehen. Schon 1686 ernannte ihn der Stadtrat zum Garnisonschirurgen. Als 1690 der Stadtarzt Samuel Rasper starb, betraute ihn der Stadtrat mit dessen Amt. In dieser Funktion betreute er u. a. die Patienten des Allerheiligen-Hospitals.
Zwar war er kein studierter Mediziner, doch genoss er dank seiner reichen Erfahrung, seines operativen Geschicks und seiner regen Publikationstätigkeit einen guten Ruf. Purmann, der über gute Anatomiekenntnisse verfügte, nahm mit Erfolg Trepanationen (bis 1683 insgesamt vierzig Fälle), Tracheotomien, Resektionen von Aneurysmen und andere schwierige Operationen vor. Ein Jahr nachdem Jean-Baptiste Denis, Leibchirurg Ludwigs XIV., Tierblut auf Menschen übertragen hatte, führte Purmann als erster Arzt in Deutschland ebenfalls eine Transfusion mit Lammblut durch, kam jedoch nach vielen Fehlschlägen zum Schluss, dass es für die „Chirurgia transfusoria“ keinen Platz in der Militärchirurgie gebe. Publiziert hatte er seine von 1668 bis 1678 durchgeführten Bluttransfusionen von Tier zu Mensch erst 1692.
In der Geschichte der Vermittlung der ostasiatischen Medizin in den Westen sicherte sich Purmann einen Platz dank seiner intensiven Beschäftigung mit dem Therapieverfahren der Moxibustion: „Von der Moxa, was es sey / worzu sie gebrauchet werde / wie sie recht zu Appliziren / und nach verrichtetem Effect wie damit zu verfahren / wenn es gewünschten Nutzen bringen soll.“ Weitere, 1699 und 1710 publizierte Beschreibungen zeigen, dass Purmann unter allen europäischen Ärzten die wohl reichsten Erfahrungen mit dieser neuen Therapie gesammelt hatte.
Purmanns Schriften markieren einen Aufschwung in der deutschen Chirurgie, der mit den bald darauf folgenden Lehrwerken des Lorenz Heister (1683–1758) einen ersten Höhepunkt erreichen sollte.

## Schriften
- Der rechte und wahrhafftige Feldscher, oder Die wahrhaffte Feldscherkunst. Halberstadt 1680, 1682; Frankfurt/Leipzig 1690, 1693, Jena 1705, 1721. (Digitalisat und Volltext im Deutschen Textarchiv, Göttinger Digitalisierungszentrum)
- Matthaei Gottofredi Purmanni Chirurgischer Lorbeer-Krantz : oder Wund-Artzney ; in drey Theil und 86 Capittel abgetheilet ; darinnen alle und iede Wund-Aertzte aufs beste und vergnüglichste sehen können, was bey ieder Verwund- und Verletzung des gantzen menschlichen Leibes, auch Schäden, Fisteln, Geschwülste, Verrenckungen, Beinbrüche etc. müsse gebrauchet und angewendet werden. Hynitzsch, Halberstadt 1684 Digitalisierte Ausgabe der Universitäts- und Landesbibliothek Düsseldorf
  - Neu herausgegebener Chirurgischer Lorbeerkrantz, oder große Wund-Artzney. Halberstadt 1684, 1685; Frankfurt 1692, 1705; Breslau 1705, Liegnitz 1722.
- Matthaei Gothofredi Purmanni Ausführlicher Unterricht und Anweisung, wie die Salivation-Cur nach allen Umbständen und Vortheilen auffs beste und sicherste vorzunehmen : damit der gebührende Nutzen und gewünschte Hilffe darauff folgen möge. Rohrlach, Franckfurt 1694 Digitalisierte Ausgabe der Universitäts- und Landesbibliothek Düsseldorf
- Der aufrichtige und erfahrene Pestbarbirer.[3] Halberstadt 1683; Frankfurt/Leipzig 1690, 1705; Liegnitz 1705, 1715, 1721; Breslau 1738.
- Anweisung pestilentialische Brüche zu kennen und zu curiren. Leipzig 1686.
- Chirurgia curiosa. Frankfurt/Leipzig 1699, 1716, 1739.
- Fünfundzwanzig sonder- und wunderbare Schusswunden-Curen. Breslau 1687.
- Fünfzig sonder- und wunderbare Schußwundencuren. Frankfurt/Leipzig, 1693; Franckfurt/Leipzig/Liegnitz/Jena 1703; Liegnitz 1703; Frankfurt 1721.  (Göttinger Digitalisierungszentrum)
- Grosser und gantz neugewundener Lorbeer-Krantz oder Wund-Artzney. Frankfurt/Leipzig 1692, 1704; Frankfurt/Leipzig 1722. (Göttinger Digitalisierungszentrum)
- Curiöse Chirurgische Observationes. Liegnitz 1710.  (Google Books)